# Rio Atira
Atira (em grego: Αθύρας; romaniz.: Athýras) segundo Ptolemeu ou Pídaras (em grego: Πυδαρας; romaniz.: Pydaras) segundo Plínio, o Velho é um rio da Trácia atualmente conhecido em turco como Carassu (em turco: Kara su). Seu curso passa entre os sítios das antigas cidades gregas de Selímbria (atual Silivri) e Bizâncio (atual Istambul) e deságua no Lago Büyükcekmeçe. Sobre seu curso foi fundada a colônia grega homônima, atualmente conhecida como Büyükçekmece.